# Fontaine-sur-Maye
 Fontaine-sur-Maye  es una población y comuna francesa, en la región de Picardía, departamento de Somme, en el distrito de Abbeville y cantón de Crécy-en-Ponthieu.

## Demografía
| 187 | 191 | 157 | 151 | 139 | 129 |
| Para los censos de 1962 a 1999 la población legal corresponde a la población sin duplicidades (Fuente: INSEE [Consultar]) |     |     |     |     |     |